# Tådene kyrka
Tådene kyrka är en kyrkobyggnad som sedan 2006 tillhör Örslösa församling (tidigare Tådene församling) i Skara stift. Den ligger i Lidköpings kommun. 

## Historia
Då den gamla kyrkan ansågs allt för liten och förfallen – Tådene socken (hette tidigare Tådeneds socken) bestod år 1877 av 485 invånare på 104 hushåll – beslöt man att uppföra en helt ny kyrka. Tådene gamla kyrka var ursprungligen från 1200-talet men delvis utbyggd 1697. Samtidigt som Tådene gamla kyrka raserades uppfördes den nya på en ny plats nära Storebergs egendom alldeles intill vägen mellan Tun och Lidköping. Ritningen är uppgjord år 1876 av arkitekten Adrian C. Peterson i Göteborg och kyrkan stod färdig 1878. Byggmästare var Gustaf Andersson från Varola. Invigningen skedde söndagen 26 september 1880 av biskop Anders Fredrik Beckman assisterad av 8 prästmän. Kyrkbygget, som löpte till 46 000 kr., har helt bekostats av grosshandlarsläkten Kjellberg på Storeberg säteri som var pastoratets Patronus. Grosshandlare Anders Jonas Kjellberg (1788-1877) boende i Göteborg, donerade 20 000 kr. till det framtida kyrkbygget. Näste ägare sonen och grosshandlare Jonas Henrik Reinhold Kjellberg (1823-1896) boende i Göteborg, donerade resterande belopp.

## Kyrkobyggnaden
Kyrkan som är byggd i korsform rymmer över 1000 sittplatser. Till byggnadsmaterial har använts gråsten, som vilar på en skråkantad sockel av granit. Murarna är putsade. Fönstren är stora och spetsbågiga. I koret är fönstren försedda med glasmålningar i enkla mönster. Invändigt är murarna slätputsade och dekorerade med i putsen utförda lisener. Närmast taket är en kraftig taklist. Innertaket utgörs av ett spetsbågigt valv av pärlspåntade bräder. Yttertaket är täckt med grå skiffer och med galvaniserade plåtskoningar. Tornspiran är klädd med galvaniserad plåt.

### Inredning
Altaret utgörs av ett enkelt träbord i en altarring av svarvade trädockor. Ett enkelt träkors utgör altarprydnad, uppställt på en cirka två meter hög träskärm. Denna skärm avdelar kyrkans östra del till sakristian. Predikstolen av trä i 1800-tals gotik med å barriären enkla spetsbågar uppburna av små klonetter.
Bänkarna är enkla ”gotiska” och öppna med på ryggen fastsatta trepipiga ljushållare. I kyrkans västliga parti samt i norra och södra tvärskeppen är läktare uppförda. Detta i enkel barriär med fyllningar. På västra läktaren står orgeln med ornerad fasad. All inredning är ursprunglig från kyrkans byggnadstid, samt målad i gråbrunt.

### Inventarier

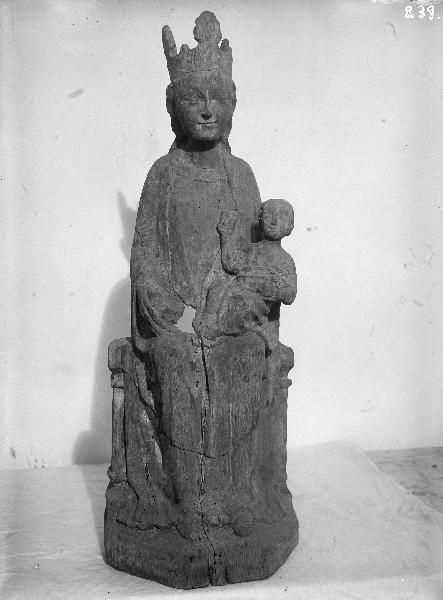
Madonnaskulptur, Tådene kyrka

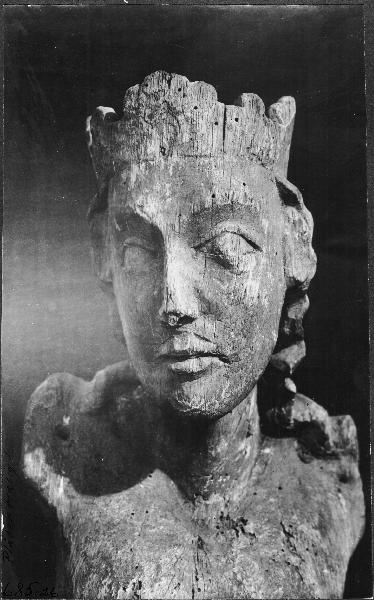
Enligt RAÄ detalj av triumfkrucifix i kyrkan, 1200- eller 1300-tal

- En tronande madonnaskulptur från omkring 1250 utförd i ek. Höjd 90 cm.[6]
- Ett flertal inventarier anskaffades då kyrkan byggdes, såsom ljusredskap och textilier.
- Även de äldre inventarierna flyttades hit från den raserade kyrkan.
- Kyrkklockorna är omgjutna år 1896. Den större efter en mycket gammal utan inskrift och den mindre av en klocka gjuten i Stockholm av Ch. Meijer 1729. Dessa hade varit uppsatta i den gamla kyrkans klockstapel.[3]
- Orgeln har 13 stämmor och två klaviaturer, byggd av E. A. Setterqvist & Son i Örebro år 1880 och kostade då 8 000 kronor. Med arbetskostnad för arbetare och logi 10 000 kr. Pengarna fanns redan tillgängliga i en orgelkassa som grosshandlare Jonas Kjellberg (1752-1832) i Göteborg, pastoratets Patronus, donerat belopp till som grundplåt som sedan förräntat sig. Invigning skedde 26 september 1880 av biskop doktor Anders Fredrik Beckman.[4]

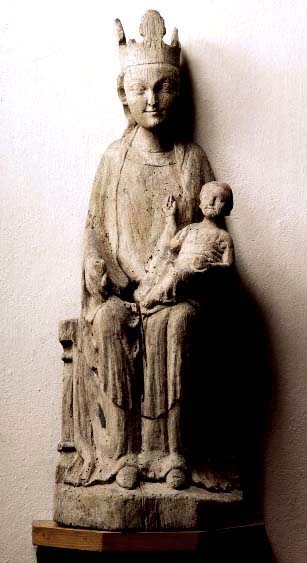
Mdonna i ek, från mitten av 1200-talet.
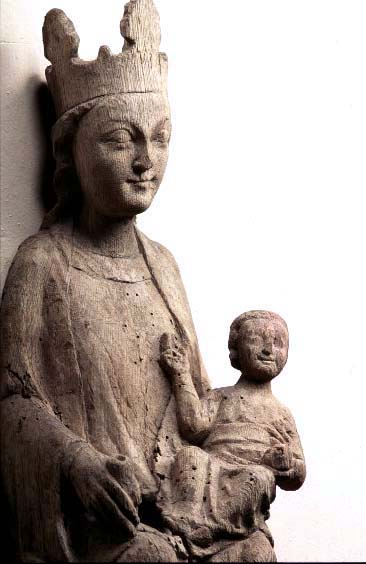
Madonna, detalj
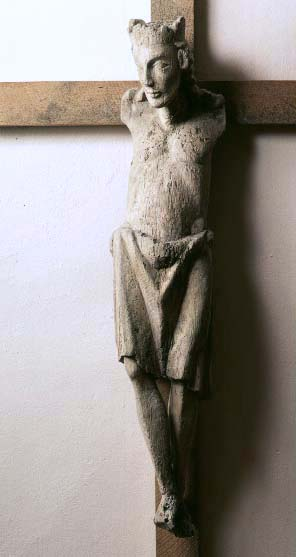
Krucifixet från mitten av 1200-talet är troligtvis tillverkat i Skåne.

## Kyrkogård
Byggnaden omges av en vidsträckt vildpark av barr- och lövträd. Ingångar med portalanordningar i söder, väster och norr. Kyrkogården används ej till begravningsplats. Den består av gräsmatta med grusgångar.